# Intersekse
Intersekse personen zijn mensen met een lichaam dat zowel mannelijke als vrouwelijke kenmerken heeft. Het woord betekent letterlijk 'tussensekse'. 
Er kan onderscheid gemaakt worden tussen het fenotypische geslacht (uitwendig man of vrouw), het gonadale geslacht (het geslacht op basis van de aanwezige gonaden (geslachtsklieren)) en het genetische geslacht (aanwezigheid van X- en/of Y-chromosomen). Bij de meeste mensen komen deze geslachtskenmerken overeen, zoals bij een vrouw met XX-chromosomen (genotype), een vulva en vagina (fenotype), en eierstokken (gonaden). Bij intersekse mensen zijn deze kenmerken per definitie inconsistent.
Volgens onderzoek van het Centraal Bureau voor de Statistiek (CBS) waren er in Nederland in 2023 ongeveer 45.000 intersekse personen, wat overeenkomt met 0,3% van de bevolking van 15 jaar en ouder. Uit onderzoek van februari 2021 door kenniscentrum Rutgers en het Universitair Ziekenhuis Gent bleek de term intersekse onder Nederlanders en Vlamingen weinig bekend.
'Hermafroditisme' en 'pseudo-hermafroditisme' zijn termen die lang als synoniem voor intersekse werden gebruikt, maar die sinds het begin van de eenentwintigste eeuw als niet-accuraat of als beledigend worden beschouwd. De term echt hermafroditisme wordt soms nog wel gebruikt voor ovo-testiculaire DSD, een bepaalde intersekseconditie.

## Typen van intersekse
In de meeste gevallen, maar niet altijd, wordt intersekse veroorzaakt door een combinatie/samenstelling in de chromosomen.
Eén van de voorkomende interseksecondities is het androgeenongevoeligheidssyndroom (AOS), waarbij een individu wordt geboren met XY-chromosomen en niet-functionerende testes in de onderbuik. Bij AOS is in negen van de tien gevallen echter geen sprake van ambigue geslachtsdelen: uitwendig is er geen enkel verschil te zien met een meisje met XX-chromosomen. Daarom wordt AOS vaak pas ontdekt als de menstruatie uitblijft, wat aanleiding geeft tot nader onderzoek. Deze conditie komt bij 1 op de 20.000 personen voor. Er worden ook hogere prevalentiecijfers genoemd, onder andere door kenniscentrum Rutgers en sommige wetenschappers.
Hogere prevalentiecijfers die worden genoemd door diverse lobbyorganisaties berusten op de veel hogere prevalentie van het niet-klassieke adreno-genitaal syndroom.
Andere condities waarbij 46,XY-chromosomen gepaard gaan met een vrouwelijk lichaam (fenotype) zijn 46,XY-gonadale dysgenesie (syndroom van Swyer), leydigcelhypoplasie, ovo-testiculaire DSD en enzymstoornissen in de steroïdsynthese zoals 17βhsd en 5-alfa-reductase-deficiëntie (5αRD). Er zijn ook condities bekend waarbij XX-chromosomen gepaard gaan met een mannelijk fenotype. Vroeger werd het adreno-genitaal syndroom (AGS) ook tot deze condities gerekend, maar steeds meer medici beschouwen AGS niet meer als een intersekseconditie.
In 1969 probeerden Paul Guinet (Lyon) en Jacques Decourt (Parijs) een classificatiesysteem op te bouwen. Zij kwamen tot een lijst van 98 verschillende zuivere hermafrodieten. Sommige van hun proefpersonen groeiden op als meisje, maar hun clitoris werd tijdens de puberteit getransformeerd tot een penis-achtig orgaan. Anderen hadden borsten, menstrueerden en hadden een vrouwelijk uiterlijk, maar hun schaamlippen waren bijna geheel dichtgegroeid en vormden het begin van een scrotum.

## Lichamelijke factoren

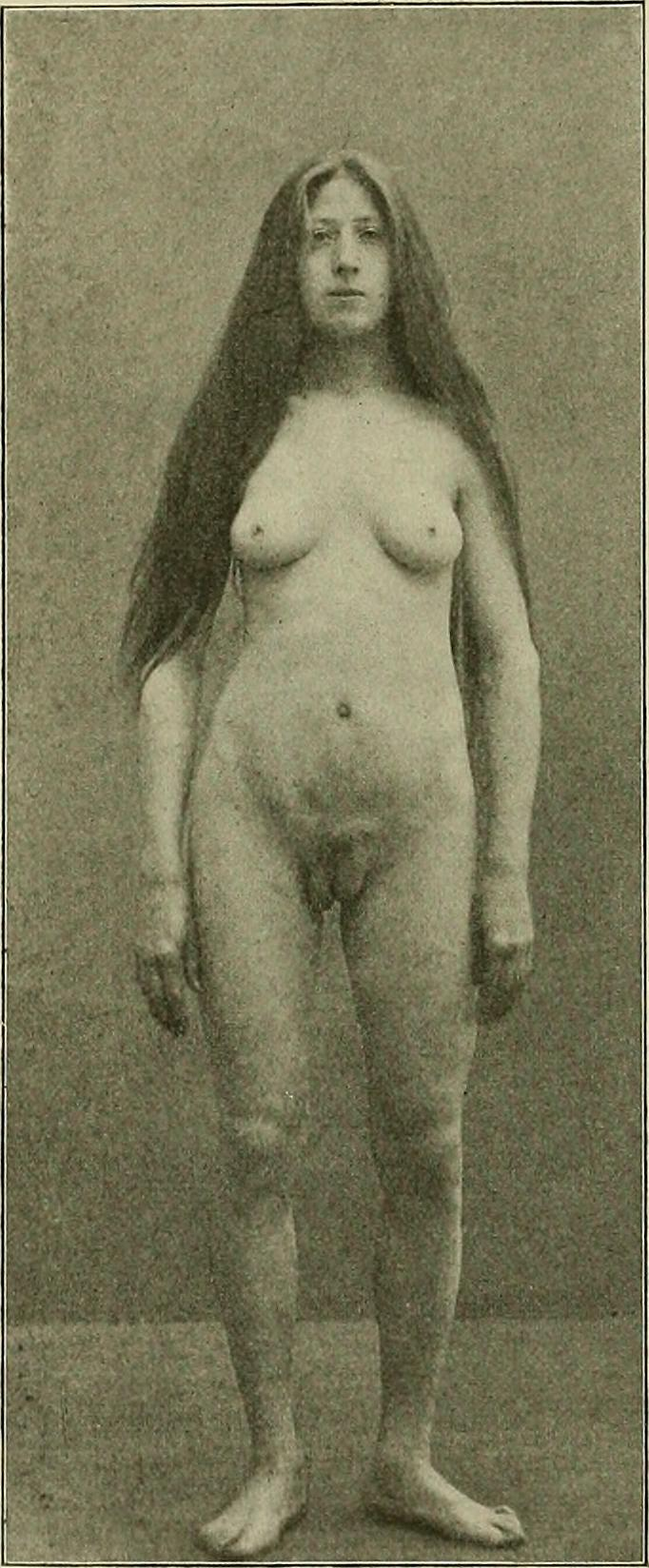
Een foto van iemand met een interseksevariatie

Dat een lichaam met XY-chromosomen zich toch in vrouwelijke richting kan ontwikkelen, komt doordat een embryo in de eerste weken van de zwangerschap één set cellen beschikbaar heeft die kunnen uitgroeien tot een clitoris óf tot een penis, maar niet tot beide. Biologisch gezien bestaan clitoris en penis dus uit hetzelfde celmateriaal. Het is de hoeveelheid testosteron die bepalend is voor de richting waarin het lichaam zich ontwikkelt. Dat geldt ook voor bijvoorbeeld de schaamlippen, het scrotum en de prostaat.
Alleen bij ovo-testiculaire DSD kan in een lichaam zowel eierstokweefsel als testiculair weefsel voorkomen. Dat kan in de vorm van twee soorten geslachtsklieren, bijvoorbeeld links een testikel en rechts een eierstok, of het kan voorkomen in de vorm van ovotestes, waarbij beide soorten weefsel in de geslachtsklieren naast elkaar worden aangetroffen.
Intersekse betekent niet per se dat iemand onvruchtbaar is. Er zijn condities waarbij wel degelijk zaadcellen of eicellen worden geproduceerd. Bij ovo-testiculaire DSD, bijvoorbeeld, is vaak sprake van werkzame geslachtsklieren, hoewel het nooit mogelijk is dat men zichzelf zou bevruchten. Bij XY-gonadale dysgenesie wordt vaak wel een baarmoeder aangelegd, maar geen eierstokken. Via eiceldonatie kunnen sommige vrouwen met XY-gonadale dysgenesie kinderen baren.
Eén procent van de levendgeborenen toont enig aspect van seksuele dubbelzinnigheid. Tussen de 0,1 procent en 0,2 procent van de levendgeborenen zijn genoeg tweezijdig om medische interventie in te roepen en het onderwerp te worden van medische attentie, waarvan een deel chirurgie ondergaat om de seksuele dubbelzinnigheid te verbergen.

## Sociale factoren
Intersekse wordt over het algemeen beschouwd als een lichamelijk kenmerk en niet als een identiteit. De meeste mensen met een intersekseconditie voelen zich (en zien er ook uit als) man óf vrouw. In een beperkt aantal gevallen kiezen mensen met een intersekseconditie voor een identiteit die tussen man of vrouw in ligt of voor een aparte intersekse-identiteit. Dit is in essentie verschillend van hoe transgenders met hun gender-identiteit in contact komen. Hoewel ook transgenders fluïde gender-identiteiten kennen en tevens genderloosheid en queer-identiteit, is het essentiële verschil hier dat transgenders bij hun geboorte juist wel uiterlijk standaard geslachtskenmerken hebben en pas op latere leeftijd vanuit eigen keuze een hormoonbehandeling en/of operaties kunnen ondergaan.
De meeste interseksebaby's worden al vanaf de geboorte behandeld met hormonen. Ze ondergaan diverse operaties, zodat ze als volledig mannelijk of vrouwelijk in onze samenleving terechtkomen. De vraag of de wetenschap moet toegeven aan deze sociale druk, of dat juist de omgeving moet accepteren dat intersekse een bestaand gegeven is, is een actueel vraagstuk. De Nederlandse intersekse-activist en directeur van het NNID (Nederlandse organisatie voor seksediversiteit) Miriam van der Have zet zich in voor het laatstgenoemde standpunt, en meent dat de intersekseconditie geen medische afwijking of ziekte is, maar een biologische variant. Ze verzet zich dan ook tegen de gedwongen "normaliserende" behandelingen, zowel medisch als psychiatrisch, die kinderen met een intersekseconditie krijgen, en ziet dit als een schending van hun geestelijke en lichamelijke integriteit.

## Juridisch
De in 2006 opgestelde Jogjakarta-beginselen beogen vervolging, uitsluiting en discriminatie van onder anderen mensen met een intersekseconditie te bestrijden en hun mensenrechten te waarborgen.
Op 1 november 2013 werd het in Duitsland, als eerste land in Europa, mogelijk om baby's geslachtloos te registreren. Eerder was er al in Australië en Nieuw-Zeeland die mogelijkheid.

### Nederland
Sinds 1993 is het mogelijk een X als juridisch geslacht te hebben door nooit aan te geven dat het geslacht kon worden vastgesteld, al kwam dit zeer zelden voor. In 2018 werd voor het eerst in Nederland het juridisch geslacht van een intersekse persoon in de geboorteakte gewijzigd in O (kan niet worden vastgesteld). Diegene was bij de geboorteaangifte geregistreerd als M (mannelijk) en had dat in 2001 laten wijzigen in V/F (vrouwelijk).
Sinds 1993 is het mogelijk om onmiddellijk bij de geboorte(aangifte) te registreren dat het geslacht van het kind niet kan worden vastgesteld. Een vermelding dat het geslacht niet kan worden vastgesteld zorgt ervoor, dat in een Nederlands paspoort of Nederlandse identiteitskaart bij het geslacht X wordt opgenomen.

## Voorzieningen

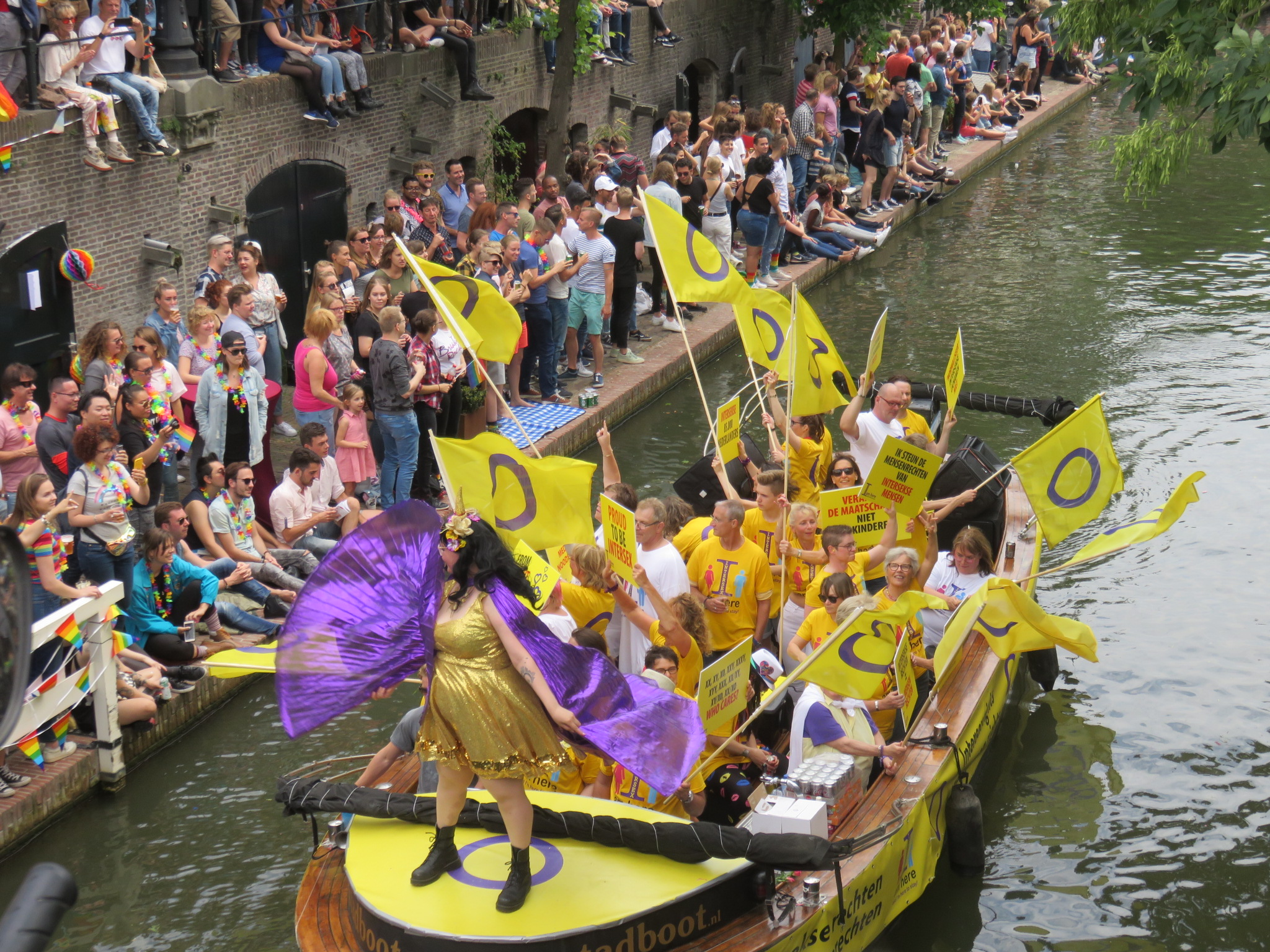
Intersekseboot tijdens de Utrecht Canal Pride op 16 juni 2018

De belangen van mensen met een intersekseconditie worden doorgaans behartigd door de algemene lhbt-belangenorganisaties, zoals het COC in Nederland en çavaria in Vlaanderen. Daarnaast zijn er ook enkele gespecialiseerde organisaties voor en door mensen met een intersekseconditie, zoals DSD Nederland en het NNID, Nederlandse organisatie voor seksediversiteit (voorheen Nederlands Netwerk Intersekse/DSD) en de Europese koepelorganisatie Organisation Intersex International Europe, de beide laatstgenoemden mede opgericht door Miriam van der Have.
Ook is er een dag waarop internationaal aandacht wordt besteed aan de positie van mensen met een intersekseconditie: de Intersex Awareness Day, die sinds 2003 jaarlijks op 26 oktober plaatsvindt. Deze datum herinnert aan de eerste demonstratie van mensen met een intersekseconditie in Noord-Amerika op 26 oktober 1996.
Er zijn geen permanente uitgaansgelegenheden of periodieke evenementen die zich specifiek op mensen met een intersekseconditie richten. Wel voegde de organisator van de Amsterdam Gay Pride in 2015 de 'I' van 'Intersekse' toe aan 'LHBT' als aanduiding voor haar doelgroep, en in de Utrecht Canal Pride van 2018 voer voor het eerst een boot met mensen met een intersekseconditie mee.

## Symbolen
De vlag voor intersekse werd in juli 2013 ontworpen door de Organisation Intersex International Australia. Deze organisatie wilde een vlag ontwerpen zonder verwijzingen naar gebruikelijke kleuren voor de geslachten. De paarse cirkel op het gele vlak staat symbool voor intersekse. Het symbool van de planeet Mercurius wordt als interseksesymbool gebruikt.
Geel en paars werden gekozen als kleuren omdat ze werden beschouwd als vrij van geslachtsassociaties en van oudsher werden gebruikt om intersekse personen te vertegenwoordigen. De cirkel wordt beschreven als "ononderbroken en onversierd, als symbool voor heelheid en compleetheid, en onze mogelijkheden."

Interseksevlag
Mercuriussymbool